# Bonita (comté d'Autauga)
Pour les articles homonymes, voir Bonita.
Bonita est une communauté non incorporée du comté d'Autauga.

## Géographie
La communauté se trouve à 105 mètres d'altitude.

### Climat
| Mois                                  | jan.     | fév.     | mars    | avril   | mai     | juin    | jui.    | août    | sep.    | oct.    | nov.     | déc.     | année           |
| ------------------------------------- | -------- | -------- | ------- | ------- | ------- | ------- | ------- | ------- | ------- | ------- | -------- | -------- | --------------- |
| Température minimale moyenne (°C)     | 3        | 4        | 8       | 11      | 16      | 20      | 22      | 21      | 18      | 12      | 7        | 3        |                 |
| Température moyenne (°C)              | 8        | 11       | 14      | 18      | 22      | 26      | 28      | 27      | 24      | 19      | 13       | 9        |                 |
| Température maximale moyenne (°C)     | 14       | 16       | 21      | 24      | 28      | 32      | 33      | 33      | 31      | 26      | 20       | 16       |                 |
| Record de froid (°C) date du record   | −18 1985 | −13 1951 | −8 1980 | −2 1940 | 4 1944  | 6 1984  | 14 1967 | 14 2004 | 4 1967  | −3 1952 | −11 1950 | −15 1962 | −18 1985        |
| Record de chaleur (°C) date du record | 28 1950  | 29 1962  | 32 1936 | 34 1987 | 38 1953 | 42 1954 | 42 1980 | 41 1954 | 41 1954 | 38 1954 | 33 1933  | 29 1951  | 42 1954 et 1980 |
| Précipitations (mm)                   | 143,3    | 123,7    | 169,4   | 110     | 94,2    | 104,9   | 108,7   | 94,5    | 98,3    | 65,8    | 109,7    | 119,9    |                 |

## Sources